# Осине гніздо (серіал)
«Осине гніздо» (нім. Schlafende Hunde) — німецький мінісеріал 2023 року у жанрі криміналу, драми та створений компаніями Real Film Berlin. В головних ролях — Макс Рімельт, Луїза фон Фінк, Карло Любек, Пері Баумайстер, Антоніо Веннек, Мелоді Ваківуаміна, Тара Афріка Корріґан.
Серіал вийшов на Netflix 22 червня 2023 року.
Серіал має 1 сезон. Завершився 6-м епізодом, який вийшов у ефір 22 червня 2023 року.
Режисер серіалу — Штефан Лакант, Франциск Мелецькі.
Сценарист серіалу — Крістоф Дарнштедт, Одед Давидофф, Ной Столлман.
Серіал заснований на ізраїльському серіалі 2016 року «Ikaron HaHachlafa».

## Сюжет
Нова смерть викликає сумніви щодо давно закритої справи про вбивство. Колишній детектив, який тепер живе на вулиці, намагається докопатися до правди.

## Актори та персонажі
| Актор                | Роль            |
| -------------------- | --------------- |
| Макс Рімельт         | Майк Атлас      |
| Луїза фон Фінк       | Юля Андергаст   |
| Карло Любек          | Лука Зарік      |
| Пері Баумайстер      | Ленні Атлас     |
| Антоніо Ваннек       | Роланд Зоковскі |
| Мелоді Ваківуаміна   | Брітні Адебайо  |
| Тара Афріка Корріґан | Тинка Атлас     |

## Сезони
| Сезон | Епізоди | Епізоди | Оригінальний показ | Оригінальний показ | Оригінальний показ |
| Сезон | Епізоди | Епізоди | Перший показ       | Останній показ     | Мережа             |
| ----- | ------- | ------- | ------------------ | ------------------ | ------------------ |
| 1     | 6       | 6       | 22 червня 2023     | 22 червня 2023     | Netflix            |

## Список серій

### Сезон 1 (2023)
| № | # | Назва                            | Режисер | Сценарист | Перший ефір    |
| --- | - | -------------------------------- | ------- | --------- | -------------- |
| 1 | 1 | «Переляк» «Aufgeschreckt»        | -       | -         | 22 червня 2023 |
| Смерть ув’язненого викликає питання щодо закритої справи про вбивство. Колишній детектив Майк Атлас і прокурор Юле Андерґаст вирушають на пошуки правди. |   |                                  |         |           |                |
| 2 | 2 | «Сюрприз!» «Überraschung»        | -       | -         | 22 червня 2023 |
| Том розслідує нове жахливе вбивство. Юле й Майк об’єднують свої частини головоломки. Йоагім хоче зв’язатися з Майком і звертається до Тінки.             |   |                                  |         |           |                |
| 3 | 3 | «Контакти» «Kontaktaufnahmen»    | -       | -         | 22 червня 2023 |
| Через відчайдушний вчинок близька Майку людина опиняється в небезпеці. Юле й Майк стикаються зі скептицизмом у пошуках правди про смерть судді Герреса.  |   |                                  |         |           |                |
| 4 | 4 | «Дружба» «Chez Amis»             | -       | -         | 22 червня 2023 |
| Нажахана Юле розповідає все другу та знаходить важливий зв’язок. Лука стає підозрюваним. Брітні уявляє собі нове життя.                                  |   |                                  |         |           |                |
| 5 | 5 | «Під поверхнею» «Unter der Erde» | -       | -         | 22 червня 2023 |
| Том і Юле чинять опір Корінні. Неочікувана зміна змушує Майка замислитися про майбутнє, а його розслідування будить привидів минулого.                   |   |                                  |         |           |                |
| 6 | 6 | «Зізнання» «Geständnisse»        | -       | -         | 22 червня 2023 |
| Неймовірне зізнання вказує Майку та Юле на правду, але чи встигнуть вони завадити рішучому наміру вбивці схопити нову жертву?                            |   |                                  |         |           |                |